# تاسیان (مجموعه نمایش خانگی)
تاسیان یک مجموعهٔ نمایش خانگی به نویسندگی و کارگردانی تینا پاکروان است. این سریال دومین سریال از سه‌گانه پاکروان پس از خاتون و پیش از ماهدخت محسوب می‌شود.
پخش تاسیان از ۱۹ بهمن ۱۴۰۳ در فیلیمو آغاز شد و انتقادهای مقام‌ها و رسانه‌های حکومتی را به دنبال داشت.

## طرح
داستان سریال تاسیان با رابطه‌ای عاشقانه یک زوج در سال ۱۳۵۶ آغاز می‌شود و تا انقلاب ۱۳۵۷ ادامه می‌یابد.

## بازیگران
فهرست بازیگران:
- هوتن شکیبا
- بابک حمیدیان
- مهسا حجازی
- صابر ابر
- پانته‌آ پناهی‌ها
- نازنین بیاتی
- محمدرضا غفاری
- مجید یوسفی
- رضا بهبودی
- نسرین نصرتی
- پوریا شکیبایی
- امیرحسین صدیق
- مهرداد نیکنام
- افشین حسنلو
- محمد شیری
- مائده طهماسبی
- مهران مدیری
- محمدرضا شریفی‌نیا
- مجید مظفری
- شهرام قائدی
- عاطفه رضوی
- ریحانه رضی
- خشایار راد
- بنفشه ریاضی
- احمدرضا هاشمی
- دنیز دانش‌صمدی
- مری کاترین

## تولید
در تابستان ۱۴۰۲ اعلام شد که نام این سریال تغییر یافته و در شهرک سینمایی غزالی در حال فیلمبرداری است.

## توقیف و نمایش
در ۱۹ بهمن ۱۴۰۳ مدیرعامل پلتفرم فیلیمو با انتشار نامه‌ای از ساترا در فضای مجازی، از توقف پخش سریال تاسیان در آستانهٔ پخش خبر داد. این سریال قرار بود جمعه ۱۹ بهمن ۱۴۰۳ در این پلتفرم منتشر شود اما بر اساس آنچه در نامهٔ ساترا آمده است، امکان بازبینی در جلسهٔ شورای انتشار و صدور نامهٔ تبلیغات شهری تا حصول نتیجهٔ استعلام صیانت وجود ندارد. ضمن اینکه در بخشی از نامهٔ ساترا با امضای مدیرکل نظارت و تطبیق این سازمان تأکید شده بود که انتشار اثر بدون طی فراید فوق خلاف مقررات است و هرگونه انتشار بخش‌های برنامه در شبکه‌های اجتماعی و سایر بسترهای اینترنتی مجاز نیست و تهیه‌کننده و رسانهٔ منتشرکننده متعهد به رعایت آن دستورالعمل هستند. با این حال بر اساس آنچه به مخاطبان وعده داده شد، در ۱۹ بهمن ۱۴۰۳ این سریال از فیلیمو منتشر شد.
ساترا در بیانیه‌ای اعلام کرد که سریال تاسیان بدون طی مراحل کامل اخذ مجوز منتشر شده است و رسیدگی به تخلفات آن در دست پیگیری است. خبرگزاری قوهٔ قضاییه در ۵ اسفند ۱۴۰۳ از توقیف این سریال خبر داد و نوشت: «پخش سریال تاسیان که اخیراً سه قسمت آن منتشر شده است، به دلیل نداشتن مجوز تولید و پخش متوقف شد.» یک هفته پس از پخش نشدن این مجموعه، در ۱۴ اسفند ۱۴۰۳ رئیس مجمع رسانه‌های صوت و تصویر فراگیر ایران از همکاری تیم تولید این سریال و پلتفرم پخش‌کننده با ساترا برای اصلاح محتوای سریال خبر داد. اما پس از یک هفته توقیف، قسمت چهارم آن، از جمعه ۱۷ اسفند ۱۴۰۳ در پلتفرم پخش‌کننده، قابل مشاهده است. در حالی قسمت چهارم از این سریال در شبکه نمایش خانگی منتشر شد که یک روز بعد، ساترا اعلام کرد که این سریال همچنان مجوز ندارد و بدون داشتن مجوز فیلمنامه به‌صورت غیرقانونی تولید شده و بدون گرفتن مجوز انتشار، به‌صورت غیرقانونی منتشر و منجر به صدور حکم قضایی دادسرای تهران و انتشار اطلاعیه در خبرگزاری میزان شد، مبنی بر اینکه «پخش سریال تاسیان که اخیراً چند قسمت آن منتشر شده است، به دلیل نداشتن مجوز تولید و پخش متوقف شد.»
روزنامه کیهان سریال خاتون را واکنش به خیزش ۱۴۰۱ ایران دانست. اما عزت‌الله ضرغامی این سریال را حرفه‌ای دانست و از کارگردان بابت ساختن این اثر ماندنی تشکر کرد.

## واکنش‌ها
- موحد منتقم در سایت عصر ایران دربارهٔ این سریال نوشته: چپ در این روایت، نه راهگشای آزادی، که آتش‌افروز نابودی بود. «تاسیان» در واپسین تصویرهایش، به ما یادآوری می‌کند که اگر سیاست، ابزار شنیده‌شدن نشود، خشونت، زبان اعتراض خواهد شد و هر رؤیا و آرمان، اگر بی‌عقلانیت و بی‌اخلاق دنبال شود، به همان سرنوشتی دچار می‌شود که درختِ تولد بدل به گور می‌شود و ماهی سیاه کوچولو، به جای رسیدن به دریا، در برکه می‌میرد.[۱۵]
- جامعه صنفی تهیه‌کنندگان سینمای ایران به توقیف این سریال اعتراض کرد و در بیانیه‌ای خواستار رفع توقیف آن شده است.[۱۴]
- تینا پاکروان به خبرآنلاین گفت: «آنچه علیه سریال تاسیان شاهد بودیم، به‌طرز مشهودی سازمان‌دهی شده است.» او گفت که ساترا او را «متهم به سفیدشویی ساواک» کرده است و «تعریف صحیحی» از تاریخ انقلاب ارائه نداده است. همچنین گفت که «هر هفته با ساترا مذاکراتی داشتیم و اصلاحاتی به ما می‌دادند.» اما اضافه کرد که نمی‌داند چرا این سریال توقیف شده است.[۱۴]
- بازیگران این سریال نیز به توقیف این سریال در شبکه‌های اجتماعی انتقاد کردند.[۱۴]
- مسعود فراستی، منتقد سینما گفت که «ممیزی نمی‌گذارد یک سریال آبرومند پخش شود. مبادا که آشغال‌های صداوسیما دیده نشود.» این دیدگاه وی نزدیک به دیدگاه مردم عادی است.[۱۴]
- بعضی از منتقدان، اختلاف نظر صداوسیما با شبکه نمایش خانگی و رقابت مستقیم صداوسیما با پلتفرم‌های دیجیتال را علت اصلی این توقیف می‌دانند.[۱۴]